# 김구라
김구라(본명: 김현동, 1970년 10월 3일~)는 대한민국의 코미디언, MC이다.

## 학력
- 인천주안국민학교(졸업)
- 구월중학교(졸업)
- 제물포고등학교(졸업)
- 인하대학교(영어영문학 / 학사)

## 생애
김구라는 1970년에 인천에서 김필한과 박명옥 사이에 2남 1녀 중 둘째로 태어났으며, 그 중 형은 이름이 김성동이며, 여동생은 이름을 밝히지 않았으나 존재한다. 1991년 9월 KBS 14기 공채 탤런트 시험에 응시했으나 최종 오디션에서 탈락했다.
1993년에 SBS 2기 공채 개그맨으로 데뷔하였다. 무명시절에는 온갖 막말과 성추문으로 논란이 되었지만, 인터넷이 보급화되기 이전이라 묻혔다. 현재에는 그러한 사건들이 수면위로 오르면서 비난과 조롱을 받고 있다. 1997년 이신정과 혼인 후 1998년에 아들 그리를 얻었으나 2015년 이혼하였다. 2020년 재혼해서 추석쯤에 딸을 얻었다.
2000년대 초반에 접어들어서는 인터넷 방송 위주로 활동하였는데 1998년 SBS가 IMF 때문에 코미디 프로그램을 폐지하면서 설 자리를 잃은 뒤에는 iTV 위주로 활동하기도 했다. 2000년부터 본명 대신 예명인 김구라로 활동을 하였다. 이봉원이 2001년 가을 일본 유학을 마친 후 귀국한 뒤 컴백작으로 선택한 프로그램이자 메인 MC를 맡은 SBS 《코미디쇼 오 해피데이》의 고정 게스트를 맡기도 했지만 시청률 난조로 9회 만에 조기종영되기도 했다.
결국 이봉원은 《코미디쇼 오 해피데이》이후 한동안 방황해 오다가 2002년 가을 시작된 iTV 《최양락 이봉원의 소문만복래》를 통해 방송활동을 재개했으며 그 이후에는 iTV 위주로 활동했는데 이봉원은 이 프로그램 공동 MC 최양락, 고정 게스트 김구라 등과 재회하기도 했고 두 사람 외에도 황기순, 정귀영, 김정렬, 김종하, 김학도 등 MBC 출신들과도 호흡을 맞췄는데 이들 중 김학도의 데뷔 노래를 이봉원의 초등학교-중학교 선배인 유명 가수이자 작곡자 김범룡이 작곡하기도 했다.
딴지일보 웹토이 인터넷 방송 《김구라, 황봉알의 시사대담》을 필두로 《김구라의 진실게임》, <구봉숙의 썬데이 서울> 등을 진행하였다. 2002년 9월 20일 음주운전을 했다가 경찰의 음주운전 단속에 걸려 면허가 취소되었다. 이 후 2004년 10월 KBS COOL FM의 '김구라의 가요광장' DJ로 발탁되어 공중파에 재입성하였고 이듬 해인 2005년부터 스타골든벨, 진품명품 등의 프로그램에 게스트로 고정출연하며 본격적인 공중파 활동을 시작하였다. 인터넷 방송에서 함께 방송을 진행했던 황봉알과 노숙자 역시 김구라와 함께 공중파에 진출하였으나 두 사람은 공중파에 안착하는데 실패했다.
공중파 진출 이후 폭소클럽2, 라디오 스타, <진실과 구라> 등 여러 프로그램의 MC를 맡으며 입지를 쌓아나갔고 특히 SBS에서 런칭한 <절친노트> MC로 발탁, 인터넷 방송 시절 막말을 퍼부었던 문희준에게 사과하고 함께 공동 MC를 맡아 프로그램을 진행했다. 김구라의 아들인 그리도 폭소클럽2의 코너 <아빠하고 나하고> 에 함께 출연하며 방송에 데뷔했다. 현재는 김구라가 역전되었고, 그리는 삼류 연예인이 되어 버렸지만 말이다.
그렇게 공중파에 성공적으로 안착하며 방송인으로 자리잡았지만, 과거 인터넷 방송 시절의 욕설과 비하발언, 성희롱 등이 재조명되었고 이에 따른 비난을 받게 되었으며 김구라는 재차 사과의 모습을 보이는 등 뒷수습에 나서야 했다. 2012년 4월 16일 민주당 김용민 후보 지지 동영상이 올라온 후 지난 2002년 경에 시사대담에서 "80여명의 창녀들이 경찰에 인권 관련 고소를 하고 전세 버스를 나눠 타고 국가인권위원회에 제소하러 갔다" 라며 "창녀들이 전세 버스에 나눠 탄 것은 옛날 정신대 이후 최초일 것", "버스 기사 아저씨 꼴렸을 것" 이라고 말하는 등 위안부 피해자들의 인권을 무시하고 위안부 희생자들을 창녀로 모는 망언을 한 것이 재조명되며 논란이 불거졌다. 그 외에도 "주한미군을 인질로 잡아 차례로 죽이자", "유영철 같은 연쇄살인마들을 미국에 풀어 살인과 강간의 테러를 벌이자" 등의 몰상식한 발언을 하였다. 그러던 2012년 4월, 김구라가 10년 전 자신이 진행하던 인터넷 방송 <시사대담>에서 위안부 피해 여성들을 윤락녀에 비유해 성희롱을 한 음성파일이 인터넷에 공개되며 파문을 불렀다. 김구라는 공개 직후 사과문을 발표하며 모든 방송 프로그램에서 하차하였다.
5개월 동안 자숙기간을 가진 그는, 2012년 9월에 tvN의 《현장 토크쇼 택시》와 같은 해 10월 《화성인 바이러스》 등으로 복귀하였다.  2013년 1월 11일부터 JTBC에서 이상민, 이훈, 장성규 등과 함께 《남자의 그 물건》을 진행하였으며, 2월 21일부터는 같은 방송사에서《썰전》을 진행 중이다. 썰전에서 높은 정치인과 말을 섞으면서 본인의 몸값을 높였고 결론적으로 똑똑해 보이는 이미지를 더했으며 이미지 쇄신에 큰 효과를 주었다. 2013년 4월 13일부터는 조영남, 조우종, 조주희와 함께 KBS 2TV 《이야기쇼 두드림》을 진행하면서 지상파로 복귀하였다. 그러나 2014년 12월에 온 공황장애로 인하여 앞으로의 방송 활동 가능 여부가 불투명한 상황이었으나 다행히 12월 29일 《썰전》 녹화를 시작으로 방송에 복귀했으며, 《동상이몽, 괜찮아 괜찮아》에서는 처음으로 메인 MC를 하기도 하였다.

## 출연작

### 현재 진행 프로그램
- MBC 《황금어장 라디오스타》
- MBC 《미스터리 음악쇼: 복면가왕》
- SBS 《동상이몽 2 - 너는 내 운명》
- 유튜브 《김구라의 뻐꾸기 골프 TV》
- 유튜브 《구라철》
- 유튜브 《그리구라》
- 카카오TV - 《맛집의 옆집》
- MBC 《심야괴담회》 - 진행(2021년 3월 11일~)
- KBS 1TV 《예썰의 전당》진행(2022년 5월 8일~)
- JTBC 《글로벌 퇴슐랭, 퇴근 후 한 끼》진행(2023년 3월 30일~)

### 인터넷 방송
- 《김구라, 황봉알의 날방개그》
- 《김구라, 황봉알의 시사대담》
- 《김구라의 뮤직구라부》
- 《김구라, 한이의 + 18》
- 《김구라의 스타구라프트》
- 《김구라의 토크쇼》
- 《오인용 졸라구라 플래시》

### 라디오
- 《김현동, 황원식의 가요광장》(국군방송)
- 《김구라의 가요광장 보관됨 2007-03-29 - 웨이백 머신》
- 《김구라의 초저녁쇼 보관됨 2010-01-06 - 웨이백 머신》
- 《김구라, 이윤석의 오징어》

### TV
- 《김구라의 아이디어 코리아》
- 《구봉숙의 쏜데이서울》
- 《김구라의 진실게임》
- 《김구라의 증시유친(證市有親)》
- 《김구라의 언중유골(言中有骨)》
- 《그랑프리쇼 여러분》
- 《스타 골든벨》
- 《일밤 동안클럽》
- 《폭소클럽》
- 《가족오락관》
- 《이경규 김용만의 라인업》
- 《김구라의 위자료청구소송》
- 《웃음충전소》
- 《일요일 일요일 밤에》
  - 《간다 투어》
  - 《패러디극장》
  - 《퀴즈 프린스》
  - 《대망》
  - 《오빠밴드》
  - 《우리 아버지》
  - 《뜨거운 형제들》
- 《TV로펌 솔로몬》
- 《명랑 히어로》
- 《세상을 바꾸는 퀴즈》
- 《TV 오아시스 '행복발전소'》
- 《최진실의 진실과 구라》
- 《절친노트》
- 《음악여행 라라라》
- 《스타주니어쇼 붕어빵》
- 《The Moment of Truth Korea 시즌 1, 2》
- 《김구라의 '쇼!크라테스'》
- 《달콤한 초대》
- 《지식토크쇼 오딘의 눈》
- 《연애 위자료 청구소송》
- 《자유선언 토요일 '불후의 명곡 시즌2 전설을 노래하다'》
- 《스타특강쇼》
- 《막이래쇼》
- 《용구라환의 빅매치》(SBS, 2010년 설날특집)
- 《내가 진짜 스타》(SBS, 2010년 추석특집)
- 《부자의 탄생 시즌1》(tvN, 2011년 7월 8일~2011년 8월 5일)
- 《부자의 탄생 시즌2》(tvN, 2011년 11월 10일~2011년 12월 22일)
- 《마초들의 변신 - 와우맨》(E채널, 2010년 9월~12월)
- 《포커페이스 시즌2》
- 《김구라 문희준의 검색녀》
- 《명 받았습니다》(KBS2, 2011년 1월 1일~2011년 5월 28일)
- 《퀴즈쇼 아이돌 시사회》(JTBC, 2011년 12월 16일~2012년 4월 20일)
- 《코리아 갓 탤런트 시즌2》(tvN, 이미 녹화된 몇편만 방영된뒤 떠났음)
- 《남자의 그 물건》(JTBC, 2013년 1월 11일~2013년 5월 27일)
- 《이야기쇼 두드림》(KBS2, 2013년 4월 13일~2013년 6월 5일)
- 《더 지니어스 : 게임의 법칙》(tvN, 2013년 4월 26일~2013년 5월 31일)
- 《화신 - 마음을 지배하는 자》(SBS, 2013년 5월 14일~2013년 10월 1일)
- 《슈퍼매치》(SBS, 2013년 8월 16일~2013년 8월 23일)
- 《너는 내 운명》(KBS 2TV, 2013년 8월 30일~2013년 9월 7일)
- 《황금가족》(SBS, 2013년 9월 18일 추석특집)
- 《위인전 주문 제작소》(MBC, 2013년 9월 19일 추석특집)
- 《리얼 스포츠 투혼》(KBS 2TV, 2013년 9월 19일~2013년 9월 20일 추석특집)
- 《적과의 동침》(JTBC, 2013년 9월 16일~2013년 11월 18일)
- 《화성인 바이러스》(tvN, 2009년 3월 31일~2013년 11월 26일)
- 《퍼펙트 싱어 VS》(tvN, 2013년 8월 30일~2014년 2월 21일)
- 《공유TV 좋아요》(tvN, 2014년 2월 11일~2014년 3월 18일)
- 《대변인들》(KBS 2TV, 2014년 4월 1일)
- 《혼자 사는 여자》(채널A, 2014년 1월 20일~2014년 4월 14일)
- 《사남일녀》(MBC, 2014년 1월 3일~2014년 5월 23일)
- 《현장 토크쇼 택시》(tvN, 2012년 9월 6일~2014년 5월 15일)
- 《음담패설》(Mnet, 2014년 3월 19일~2014년 8월 28일)
- 《동갑내기》(JTBC, 2014년 9월 7일~2014년 9월 8일 추석특집)
- 《결벽대결 1mm》(KBS 2TV, 2014년 9월 8일 추석특집)
- 《당신이 한번도 보지못한 개그콘서트》(KBS 2TV, 2014년 9월 9일 추석특집)
- 《건강보감 리턴즈》(MBC, 2014년 9월 10일 추석특집)
- 《김구라 김동현의 김부자쇼》(투니버스, 2014년 5월 16일~2014년 8월 8일)
- 《보스와의 동침》(JTBC, 2014년 7월 26일~2014년 10월 17일)
- 《매직아이》(SBS, 2014년 7월 8일~2014년 11월 18일)
- 《백만장자 엘리베이터》(JTBC, 2014년 11월 30일)
- 《황금의 펜타곤 시즌2》(KBS 1TV, 2014년 10월 26일~2014년 12월 28일)
- 《정의본색》(MBC 에브리원, 2014년 12월 18일~2015년 1월 8일)
- 《스타 골든벨》(KBS 2TV, 2015년 2월 19일 설날특집)
- 《김구라 전현무 필살기쇼!》(SBS 플러스, 2015년 4월 4일~2015년 4월 18일)
- 《결혼 터는 남자들》(MBC 에브리원, 2015년 2월 24일~2015년 5월 17일)
- 《무비 스토커》(채널CGV, 2015년 7월 8일~2015년 10월 14일)
- 《집밥 백선생》(tvN, 2015년 5월 19일~2016년 1월 19일)
- 《본분 금메달》(KBS 2TV, 2016년 2월 10일)
- 《능력자들》(MBC, 2015년 11월 13일~2016년 4월 1일)
- 《나의 머니 파트너: 옆집의 CEO들》(MBC, 2015년 12월 18일~2016년 4월 1일)
- 《스타꿀방대첩 좋아요》(SBS, 2016년 5월 20일)
- 《투자자들》(SBS, 2016년 5월 15일~2016년 7월 3일)
- 《동상이몽 괜찮아 괜찮아》(SBS, 2015년 3월 31일, 2015년 4월 25일~2016년 7월 18일)
- 《헌집줄게 새집다오》(JTBC, 2015년 12월 10일~2016년 7월 28일)
- 《구라차차 타입슬립 - 새소년》(KBS 2TV, 2016년 9월 15일)
- 《솔로워즈》(JTBC, 2016년 7월 15일~2016년 9월 16일)
- 《솔깃한 연예토크 호박씨》(TV조선, 2015년 6월 2일~2016년 9월 27일)
- 《헌집줄게 새집다오 시즌2》(JTBC, 2016년 9월 8일~2016년 11월 17일)
- 《손맛토크쇼 베테랑》(SBS 플러스, 2016년 9월 12일~2016년 11월 20일)
- 《예능인력소》(tvN, 2016년 10월 10일~2016년 12월 26일)
- 《은밀하게 위대하게》(MBC, 2017년 1월 1일)
- 《신드롬맨》(KBS2, 2017년 1월 30일)
- 《스타쇼 원더풀데이》(TV조선, 2016년 10월 4일~2017년 2월 21일)
- 《구라래쇼》(네이버 TV캐스트)
- 《공조7》(tvN, 2017년 3월 26일~2017년 6월 2일)
- 《마이 리틀 텔레비전》(MBC, 2015년 2월 22일~2015년 2월 28일, 2015년 4월 25일~2017년 6월 10일)
- 《어느 날 갑자기 백만 원》(올'리브, 2017년 5월 11일~2017년 6월 22일)
- 《맨 인 블랙박스》(SBS, 2016년 8월 23일~2017년 9월 10일)
- 《왕과 여자》(MBN, 2017년 9월 19일~2017년 11월 21일)
- 《전체관람가》(JTBC, 2017년 10월 15일~2017년 12월 24일)
- 《대화가 필요한 개냥》(tvN, 2017년 9월 15일~2018년 1월 10일)
- 《발칙한 동거 - 빈방 있음》(MBC, 2017년 1월 27일~2017년 1월 28일, 2017년 4월 14일~2018년 3월 23일)
- 《속보이는TV 人사이드》(KBS2, 2017년 4월 13일~2018년 11월 1일)
- 《썰전》(JTBC, 2013년 2월 21일~2019년 3월 17일)
- 《선을 넘는 녀석들》(MBC, 2018년 3월 30일~2018년 9월 14일)
- 《공동공부구역 JSA》(E채널, 2018년 9월 11일~2018년 11월 13일)
- 《미식클럽》(MBN, 2018년 6월 8일~2018년 8월 24일)
- 《빡치미》(EBS1, 2018년 4월 24일~2018년 7월 10일)
- 《김구라의 공인중개사》(MBC 에브리원, 2019년 12월 16일~2020년 1월 6일)
- 《막나가쇼》(JTBC, 2019년 11월 26일~2020년 3월 29일)
- 《아빠본색》(채널A, 2016년 7월 6일~2020년 7월 26일)
- 《본격연예 한밤》(SBS, 2016년 12월 6일~2020년 8월 26일)
- MBC 《아무튼 출근》 - 진행(2021년 3월 2일~2021년 11월 9일)
- JTBC 《용감한 솔로 육아 – 내가 키운다》
- IHQ 《리더의 연애》
- MBC 《돈벌래》파일럿 프로그램
- KBS2 《투페이스(텔레비전 프로그램)》
- KBS2・디스커버리 채널 코리아 《땅만빌리지》(2020년 11월 3일~2021년 1월 19일)
- EBS 1TV 당신의 문해력
- KBS2《스튜디오 K - 구라철 시즌1》
- 카카오TV 모닝 - 《뉴팡! 뉴스 딜리버리》
- MBC 《OPAL이 빛나는 밤》 - 진행(2021년 2월 18일)
- SBS  《티키타카》
- KBS2《스튜디오 K - 구라철 시즌2》
- 채널S 《김구라의 라떼9》(2022년)
- MBN 《빽 투 더 그라운드》- 공동 진행(2022년 3월 29일~2022년 5월24일)

### 드라마
- 1998년: 《남자 셋 여자 셋》 - 단역(MBC)
- 2008년: 《그 분이 오신다》
- 2009년: 《태희 혜교 지현이》 - 선경의 맞선남, 약사 역(MBC)
- 2010년: 《김치왕》(Sky 3D)
- 2011년: 《최고의 사랑》 - 프로그램 진행자 역(MBC)
- 2018년: 《빅 포레스트》 - 본인 역(tvN)

### 영화
- 2008년: 《아기와 나》 - 룸싸롱 중년남 역
- 2009년: 《핸드폰》 - 라디오 DJ 역
- 2011년: 《이웃死촌》
- 2015년: 《떡국열차》

### 광고
- 2004년 KTH 《파란 욕맞고》(with 황봉알)
- 2004년 테라피정보통신 《게임콜 서비스》
- 2006년 장충동비엔에프(with MC그리)
- 2007년 굿지앤 《김구라의 세상씹기》
- 2007년 LG유플러스(with MC그리)
- 2008년 스카이라이프 HD(with 현영)
- 2008년 햇살치킨(with MC그리, 상근이)
- 2008년 Bank Loan Plus KB119
- 2008년 삼성전자 《하우젠 바람의 기사단 모집》(with MC그리)
- 2008년~2021년 루노소프트 《김구라 맞고 시리즈》
- 2008~2009년 KT인터넷전화(with 김국진, 윤종신, 신정환)
- 2009년 상호저축은행중앙회(with 김국진)
- 2009년 서울우유 《요하임》(with MC그리)
- 2009년 G마켓 《2009 추석》(with MC그리)
- 2012년 티아이커뮤니케이션즈 《슈퍼비》
- 2013년 LG U+ LTE(with 김원해, 김민교)
- 2014년 인투앰 《김구라의 거짓말 탐지기》
- 2015년 동화약품 《화이투벤 나잘스프레이》(with 김국진, 사유리)
- 2016년~ 광천농협 《김구라의 광천 김선생》
- 2016년 SK텔레콤 《Tband 플레이팩》(with 조세호)
- 2016년 현대카드 《LIBRARY Inspiration Talk》
- 2016년 지오다노 《Warms you up 캠페인》(with MC그리)
- 2016년 엔터메이트 《천하를 탐하다》
- 2017~2020년 육대장
- 2017년 선진 《핫도구라&구라함박》

### 경력
- 2006년 한국루게릭병협회 홍보대사
- 2007년 김포시 명예홍보대사
- 2009년 고양시 야구협회 홍보위원
- 2009년 인천시 문화관광 홍보대사
- 2012년 서인천세무서 일일명예민원봉사실장
- 2014년 뮤지컬 '꽃신' 홍보대사
- 2019년 국민건강보험 강남동부지사 일일명예지사장
- 2020년 승일희망재단 홍보대사

## 수상
- 2007년 KBS 연예대상 남자 베스트 엔터테이너상
- 2007년 MBC 방송연예대상 쇼/버라이어티부문 우수상
- 2008년 MBC 방송연예대상 쇼/버라이어티부문 인기상 공동수상
- 2008년 SBS 연예대상 프로듀서 선정 MC상
- 2009년 MBC 방송연예대상 버라이어티부문 최우수상
- 2009년 SBS 연예대상 베스트 커플상
- 2009년 SBS 연예대상 베스트 엔터테이너 공동수상
- 2010년 MBC 방송연예대상 인기상 & MC부문 최우수상 《세바퀴 팀》
- 2011년 MBC 방송연예대상 MC부문 특별상
- 2013년 MBC 방송연예대상 MC부문 인기상
- 2014년 MBC 방송연예대상 뮤직 토크쇼 부문 특별상
- 2015년 MBC 방송연예대상 대상
- 2015년 SBS 연예대상 TV부문 프로듀서상
- 2016년 제52회 백상예술대상 TV 남자예능상
- 2016년 MBC 방송연예대상 PD상
- 2017년 제16회 대한민국 국회대상 예능인 부문
- 2017년 MBC 방송연예대상 공로상
- 2018년 MBC 방송연예대상 올해의 예능인상
- 2019년 MBC 방송연예대상 올해의 예능인상
- 2020년 KBS 연예대상 디지털 콘텐츠상
- 2021년 SBS 연예대상 올해의 예능인상
- 2021년 MBC 방송연예대상 올해의 예능인상
- 2022년 KBS 연예대상 디지털 콘텐츠상 (구라철)
- 2022년 MBC 방송연예대상 올해의 예능인상
- 2024년 MBC 방송연예대상 베스트 파트너상